# Wiktor Pawlak
Wiktor Pawlak (ur. 14 grudnia 1914 w Poznaniu, zm. 20 lipca 2005 tamże) – polski prawnik, poseł na Sejm PRL IX kadencji.

## Życiorys
W 1937 ukończył prawo na Uniwersytecie Poznańskim. Od 1945 pracował na tej uczelni, piastując różne stanowiska (m.in. dziekana Wydziału Prawa i kierownika katedr), był też autorem licznych publikacji. Posiadał tytuł profesora nadzwyczajnego nauk prawnych.
Był radnym Wojewódzkiej Rady Narodowej w Poznaniu. Zasiadał także w tamtejszym Komitecie Wykonawczym Rady Wojewódzkiej Patriotycznego Ruchu Odrodzenia Narodowego oraz w Głównym Sądzie Koleżeńskim Związku Bojowników o Wolność i Demokrację. W latach 1985–1989 pełnił mandat posła na Sejm PRL IX kadencji w okręgu Poznań-Stare Miasto z ramienia Polskiej Zjednoczonej Partii Robotniczej. Zasiadał w Komisji Prac Ustawodawczych, Komisji Nadzwyczajnej do rozpatrzenia poselskiego projektu ustawy o konsultacjach społecznych i referendum, Komisji Nadzwyczajnej do rozpatrzenia projektów ustaw związanych z realizacją drugiego etapu reformy gospodarczej, Komisji Nadzwyczajnej do kontroli wdrażania programu realizacyjnego drugiego etapu reformy gospodarczej, Komisji Nadzwyczajnej do rozpatrzenia projektu ustawy o zmianie ustawy Ordynacja wyborcza do rad narodowych, Komisji Nadzwyczajnej do rozpatrzenia projektów ustaw zmieniających przepisy dotyczące rad narodowych i samorządu terytorialnego, Komisji Nadzwyczajnej do rozpatrzenia projektu Ordynacji Wyborczej do Sejmu oraz Ordynacji Wyborczej do Senatu oraz w Komisji Nadzwyczajnej do rozpatrzenia projektu ustawy o mieniu komunalnym.
Otrzymał Odznakę „Zasłużony Nauczyciel Polskiej Rzeczypospolitej Ludowej” oraz nagrody Ministra Nauki i Szkolnictwa Wyższego I, II i III stopnia za osiągnięcia w dziedzinie dydaktyczno-wychowawczej.
Pochowany na cmentarzu Jeżyckim w Poznaniu (kw. L, rząd 20, grób 17).

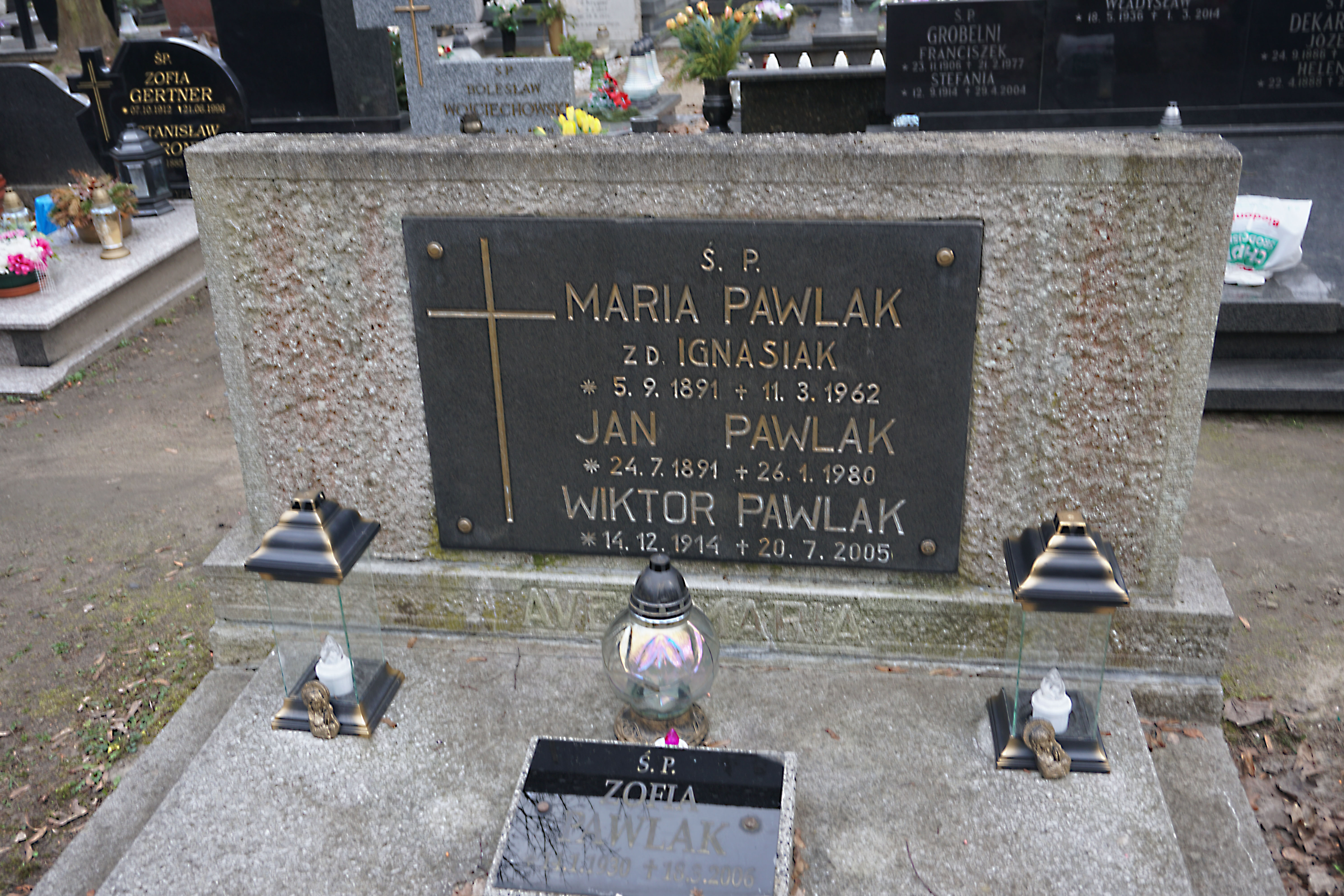
Grób Wiktora Pawlaka na cmentarzu Jeżyckim w Poznaniu